# Мала Козара
Велика Козара (колишня назва Мала Козарка) — село в Україні, у Житомирському районі Житомирської області. Входить до складу Миропільської селищної громади. Населення становить 317 осіб.

## Географія
Селом протікає річка Козарка, права притока Случі.
На північному сході від села бере початок річка Луковець, права притока Козарки.

## Історія
У 1906 році село Миропільської волості Новоград-Волинського повіту Волинської губернії. Відстань від повітового міста 54 версти, від волості 10. Дворів 112, мешканців 589.